# David Pajo
David Pajo, noto anche con lo pseudonimo di Papa M (Texas, 25 giugno 1968), è un musicista statunitense.
Oltre a Papa M, nel corso della sua carriera artistica ha usato gli pseudonimi Aerial M e M.
È noto soprattutto per essere stato membro fondatore e chitarrista della rock band statunitense Slint e per aver collaborato a un numero elevato di progetti musicali tra cui The For Carnation, Tortoise, gli Zwan e attualmente con i Gang of Four.

## Biografia
Nato in Texas nel 1968, si trasferì con la famiglia a Louisville, in Kentucky. Dopo aver suonato in diverse band hardcore locali, nel 1986 fondò, insieme ad alcuni membri degli Squirrel Bait, gli Slint. Con gli Slint pubblicò nel 1989 il primo LP, Tweez, e ottenne nel 1991 un discreto successo con il secondo LP, Spiderland. Dopo l'uscita di questo disco, la band si sciolse.
Pajo a quel punto entrò nella formazione dei The For Carnation, band fondata da Brian McMahan, già suo compagno negli Slint. Contemporaneamente, suonò la chitarra negli Stereolab, il basso nei Royal Trux e la batteria nei King Kong.
Nel 1996 entrò nei Tortoise, suonando il basso in Millions Now Living Will Never Die e, nel 1998, in TNT, dopo di che lasciò la band. Nel frattempo, cominciò a pubblicare album da solista, sotto pseudonimi come Aerial M e Papa M.
Nel 2003 si unì agli Zwan, band fondata da Billy Corgan degli Smashing Pumpkins. L'album che pubblicarono, Mary Star of the Sea, fu un insuccesso e, riguardo a questo, Pajo usò parole molto dure nei confronti di Corgan.
Nel 2005 prima, e nel 2007 poi, si riunì con gli altri membri degli Slint per una serie di concerti che proponevano l'esecuzione integrale di Spiderland. Nel 2015 sopravvisse a un tentativo di suicidio, preannunciato da un messaggio sul suo blog personale.

## Discografia

### Con gli Slint
- 1989 - Tweez (Touch and Go Records)
- 1991 - Spiderland (Touch and Go Records)

### Con i King Kong
- 1991 - Old Man on the Bridge (Homestead Production)

### Con i The For Carnation
- 1995 - Fight Song (Matador Records)

### Con i Tortoise
- 1996 - Millions Now Living Will Never Die (Thrill Jockey Records)
- 1998 - TNT (Thrill Jockey Records)

### Con i Royal Trux
- 1998 - 3-song EP (Drag City Records)

### Con gli Zwan
- 2003 - Mary Star of the Sea (Reprise Records)

### Solista

#### Come Aerial M
- 1997 - Aerial M (Domino Records)
- 1997 - As Performed By... (Drag City Records)
- 1998 - October, EP (Drag City Records)
- 1999 - Post Global Music (Drag City Records)

#### Come Papa M
- 1999 - Live from a Shark Cage (Drag City Records)
- 2001 - Papa M Sings, EP (Sea Note Records)
- 2001 - Whatever, Mortal (Drag City Records)
- 2002 - Songs of Mac, EP (Western Vinyl Records)
- 2003 - One, singolo (Drag City Records)
- 2003 - Two, singolo (Drag City Records)
- 2003 - Three, singolo (Drag City Records)
- 2003 - Four: Time to Fix Your Clock, singolo (Drag City Records)
- 2004 - Five, singolo (Drag City Records)
- 2004 - Six, singolo (Drag City Records)
- 2004 - Hole of burning alms (Drag City Records)
- 2016 - Highway Songs (Drag City Records)
- 2018 - A Broke Moon Rises (Drag City Records)

#### Come Pajo
- 2005 - Pajo (Drag City Records)
- 2006 - 1968 (Drag City Records)
- 2009 - Scream With Me (Black Tent Press)
- 2018 - A Broke Moon Rises (Drag City)